# جوناس بلو

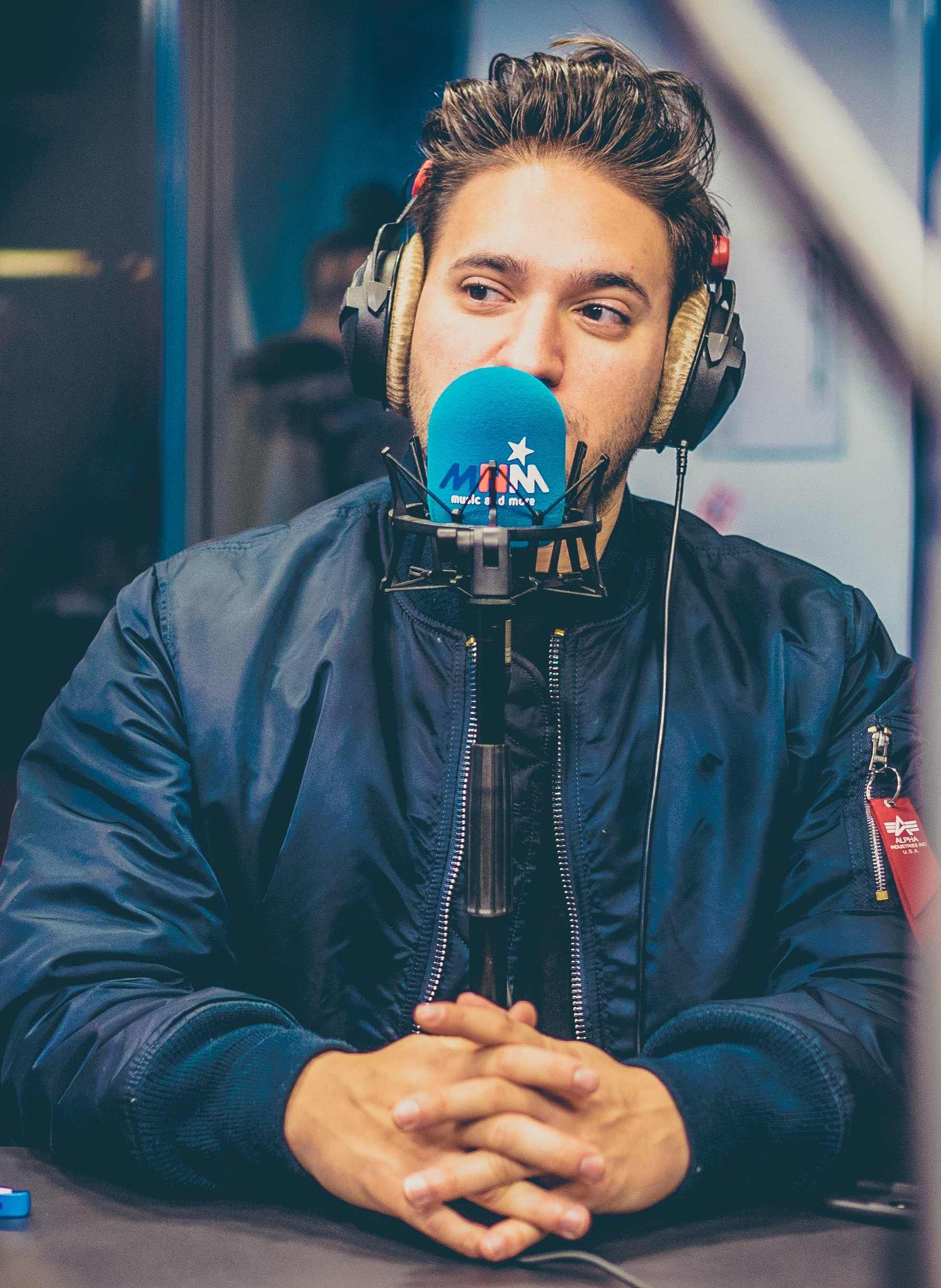
جوناس بلو، آهنگساز و دی‌جی اهل بریتانیا - ۲۰۲۱

جوناس بلو(Jonas Blue) با نام اصلی «گای جیمز رابین» (زادهٔ ۲ اکتبر ۱۹۸۹)، دی‌جی، آهنگساز و تهیه‌کننده موسیقی اهل لندن است.
او از سال ۲۰۱۵ فعالیت خود را در عرصه موسیقی شروع کرد و تا کنون ادامه داده است. جوناس بلو اولین آلبوم استودیویی خود را با نام «Blue» در ۹ نوامبر ۲۰۱۸ با ژانر دنس (Dance) همرا با ۱۵ تِرَک منتشر نمود. او در این آلبوم با هنرمندانی نظیر ارا استرفی، جو جوناس و غیره، همکاری داشته‌است. 